# Чемпионат молодежных команд по регби
Чемпионат молодежных команд по регби — это соревнование, в котором участвуют молодые игроки в возрасте до 23 лет. Целью чемпионата является развитие регби среди молодёжи и выявление талантливых игроков.

## Участники
В чемпионате принимают участие 6 команд. Игры проходят с мая по сентябрь.

### Сезон-2024
| «Чемпионат молодежных команд по регби» | «Чемпионат молодежных команд по регби» |
| Клуб                                   | Город                                  |
| -------------------------------------- | -------------------------------------- |
| Динамо-м                               | Москва                                 |
| ВВА-Подмосковье-м                      | Монино                                 |
| Енисей-СТМ-м                           | Красноярск                             |
| Красный Яр-м                           | Красноярск                             |
| МАР                                    | Москва                                 |
| Локомотив-м                            | Пенза                                  |

## Призёры
| Год  | 1-е место  | 2-е место      | 3-е место      |
| ---- | ---------- | -------------- | -------------- |
| 2024 | «Динамо-м» | «Енисей-СТМ-м» | «Красный Яр-м» |